# John Russell, 4:e hertig av Bedford
John Russell, 4:e hertig av Bedford, född den 30 september 1710, död den 5 januari 1771, var en brittisk statsman, son till Wriothesley Russell, 2:e hertig av Bedford och sonson till lord Russell.
John Russell, som ärvde hertigvärdigheten vid sin äldre broders död 1732, blev snart genom sin rang och rikedom en av whigpartiets tongivande ledare, trots att han sades vara "mer intresserad av cricket än av politik".
Russell tillhörde Henry Pelhams ministär 1744–1751, var 1756–1761 lordlöjtnant på Irland, inträdde 1761 som lordsigillbevarare i Butes ministär och ledde 1762–1763 i Paris fredsunderhandlingarna med Frankrike. Personlig ovilja mot Bute förmådde honom våren 1763 att avgå, men september 1763–juli 1765 var han lordpresident i Grenvilles kabinett.
Då han 1767 med sitt stora inflytande i parlamentet främjade tillkomsten av hertigens av Grafton kabinett, anfölls han ytterligt våldsamt i ett av de mest uppmärksammade "Juniusbreven". Han var en stolt och hetlevrad man, personligen redbar, men alltför villig att låta sig påverkas av egennyttiga rådgivare. Hans korrespondens utgavs av lord John Russell (3 band, 1842–1846).

## Familj
Gift 1:o 1731 med lady Diana Spencer (1710–1735) dotter till Charles Spencer, 3:e earl av Sunderland ; gift 2:o 1737 med Lady Gertrude Leveson-Gower (1715–1794), dotter till John Leveson-Gower, 1:e earl Gower.
Barn:
- John Russell (f. och d. 1732)
- Francis Russell, markis av Tavistock (1739–1767); gift 1764 med lady Elizabeth Keppel (1739–1768)
- Lady Caroline Russell (1743–1811); gift 1762 med George Spencer, 4:e hertig av Marlborough (1739–1817)